# Chip Taylor
James Wesley Voight (nacido en Nueva York, 21 de marzo de 1940), más conocido por Chip Taylor, es un compositor estadounidense, famoso por escribir "Angel of the Morning" y "Wild Thing."

## Primeros años
Es hermano del actor Jon Voight y del geólogo Barry Voight y tío de la actriz Angelina Jolie y el actor James Haven Taylor asistió a la Archbishop Stepinac High School en White Plains, Nueva York. En 1961, Taylor asistió a la Universidad de Hartford en Hartford, Connecticut durante un año.
Después de un intento de ser un golfista profesional, Taylor entró en el negocio de música, escribiendo canciones de rock, solo y con otros compositores, incluyendo Al Gorgoni (como el dúo Just Us), Billy Vera, Ted Daryll y Jerry Ragovoy.

## Carrera

### Como "tune tailor"
Las canciones más conocidas de Taylor son "Wild Thing", originalmente grabada en 1965 por Jordan Christopher & The Wild Ones, se hizo famosa en 1966 como sencillo de The Troggs y en 1967 en las actuaciones en vivo de Jimi Hendrix, y "Angel of the Morning" originalmente grabada por Evie Sands en 1967, pero siendo un hit para Merrilee Rush en 1968 y vendiendo un millón de copias solo en 1981 en el sencillo de la cantante country Juice Newton. "Angel of the Morning" en todas sus versiones ha vendido más de 13 millones de copias en todo el mundo. Otras notables canciones country escritas por Taylor incluyen: "He Sits at Your Table" (Willie Nelson), "I Can't Let Go" (Evie Sands, The Hollies, Linda Ronstadt), "The Baby" (The Hollies), "Worry" (Johnny Tillotson), "Make Me Belong to You" (Barbara Lewis), "I Can Make It With You" (The Pozo Seco Singers, Jackie DeShannon), "Any Way That You Want Me" (The Troggs, Evie Sands, Juice Newton, Lita Ford), "Step Out of Your Mind" (American Breed), "Country Girl City Man" (Billy Vera and Judy Clay), "I'll Hold Out My Hand", "Try (Just a Little Bit Harder)" (Lorraine Ellison, Janis Joplin), "Julie" (Bobby Fuller Four, Marshall Crenshaw), "Lonely Is As Lonely Does" (The Fleetwoods), "Sweet Dream Woman" (Waylon Jennings), "A Little Bit Later On Down the Line" (Bobby Bare) y "Son of a Rotten Gambler" (Emmylou Harris, the Hollies, Anne Murray).
En 2009, Ace Records publicó un CD de recopilación de algunas de las composiciones de Taylor grabadas por otros artistas (Wild Thing: The Songs of Chip Taylor).

### Por sí mismo
Las primeras grabaciones de Taylor fueron en el sello King y su subsidiario DeLuxe. En 1958 Wes Voight and the Town Three publicó dos 45s en DeLuxe, números 6176 "Midnight Blues" y 6180 "I want a Lover". En 1959 graba para King como Wes Voight en 5211 "I'm Loving It" y su registro final como Wes Voight en King 5231 "I'm Ready to Go Steady" y "The Wind and the Cold Black Night". Taylor tiene discos publicados en Warner Bros, Columbia, y Capitol. Su grabación más popular fue Last Chance, en Warner Bros. A mediados de los 70, Taylor dejó el negocio de música para empezar una carrera como jugador profesional especializando en blackjack y carreras de caballos. Pero el año 1980 vio Taylor hacer una aparición en la película Melvin y Howard.

### Volviendo a actuar
Taylor retomó su carrera en 1993. En South by Southwest Music Conference en Austin, Texas en 2001, Chip encuentra a la violinista y cantante Carrie Rodriguez, con quien actúa y graba Americana varios años. El dúo grabó Let's Leave This Town en 2002. Grabaron The Trouble With Humans al año siguiente y la crítica aclamó Red Dog Tracks en 2005. Cada cual desde entonces ha publicado álbumes en solitario de éxito. Taylor el doble CD Unglorious Hallelujah/Red Red Rose, su primer álbum en solitario en cinco años, que fue enseguida saludado como "un futuro clásico" por Revista Sonic. El álbum en solitario de Rodriguez, Seven Angels on a Bicycle, fue publicado en agosto de 2006.
Taylor también ha actuado con Robbie Fulks, tocando el bajo en la actuación de Fulks en enero de 2004 en Double Door en Chicago. Taylor ha hecho una serie de espectáculos con el guitarrista John Platania y el cantante y violinista Kendel Carson y produjo para ambos sus álbumes de 2007. 
El álbum de Chip Taylor "Yonkers, NY" fue en 2011 candidato al Grammy, en la categoría best recording package pero perdió ante "Brothers" de The Black Keys.

### Película
La película indie de 2011 In the family (de Patrick Wang) usa la música de Taylor e incluye una aparición del compositor como "Darryl Hines".

### Train Wreck Records

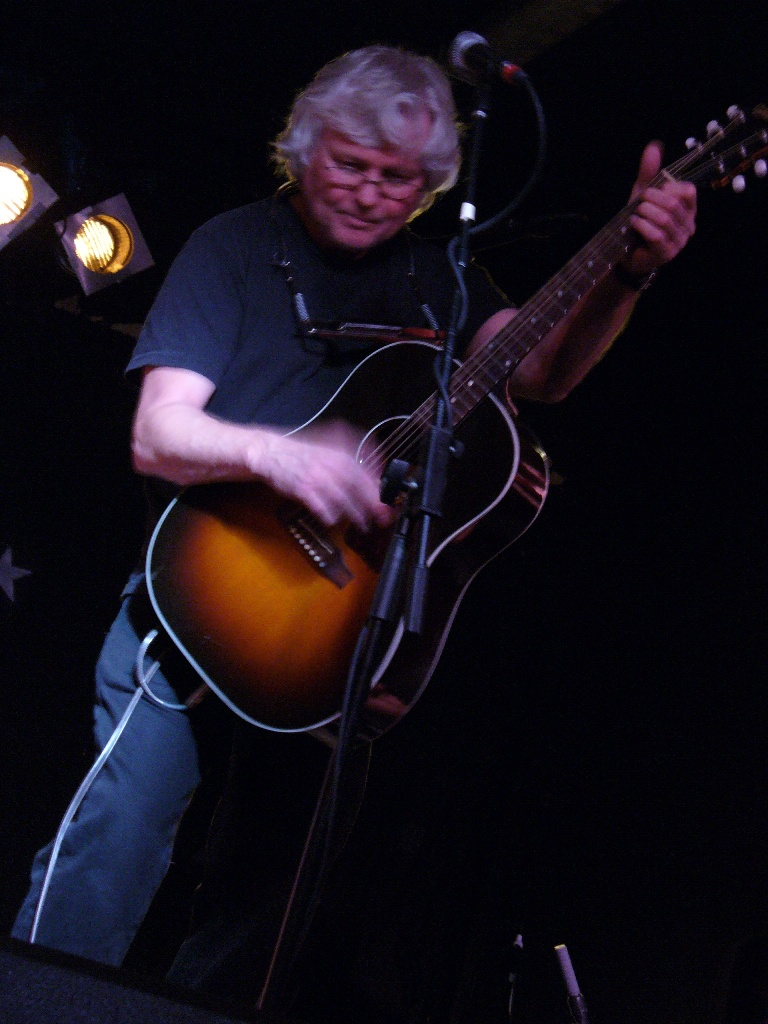
ChipTaylor 2006

En 2007, Taylor lanzó su sello independiente propio, Tren Wreck Records.

## Discografía

### Álbumes
| Año  | Álbum                                     | US Country | Sello            |
| ---- | ----------------------------------------- | ---------- | ---------------- |
| 1971 | Gorgoni, Martin & Taylor                  | —          | Buddah           |
| 1971 | Gasoline                                  | —          | Buddah           |
| 1973 | Chip Taylor's Last Chance                 | —          | Warner Bros.     |
| 1974 | Some of Us                                | —          | Warner Bros.     |
| 1975 | This Side of the Big River                | 36         | Warner Bros.     |
| 1976 | Somebody Shoot Out the Jukebox            | —          | CBS              |
| 1979 | Saint Sebastian                           | —          | Capitol          |
| 1996 | Hit Man                                   | —          | Gadfly           |
| 1997 | Living Room Tapes                         | —          | Gadfly           |
| 1999 | Seven Days In May... A Love Story         | —          |                  |
| 2000 | London Sessions Bootleg                   | —          |                  |
| 2001 | Black & Blue America                      | —          |                  |
| 2002 | Let's Leave This Town                     | —          | Lone Star        |
| 2003 | The Trouble With Humans                   | —          | Lone Star        |
| 2005 | Red Dog Tracks                            | —          |                  |
| 2006 | Unglorious Hallelujah                     | —          | Back Porch Music |
| 2007 | Live from the Ruhr Triennale              | —          | MRI              |
| 2008 | New Songs of Freedom                      | —          | Megaforce        |
| 2008 | Songs From a Dutch Tour                   | —          | Train Wreck      |
| 2009 | Yonkers NY                                | —          | Train Wreck      |
| 2012 | F**k all the Perfect People               | —          | Train Wreck      |
| 2013 | Block Out The Sirens of This Lonely World | —          | Train Wreck      |
| 2014 | The Little Prayers Trilogy                | —          | Train Wreck      |
| 2016 | Little Brothers                           |            | Train Wreck      |
| 2017 | A Song I Can Live With — Train Wreck      |            | Train Wreck      |
| 2018 | Fix Your Words                            |            | Train Wreck      |
| 2018 | Time Waits for No Little Girls Uncovered  |            | Train Wreck      |
| 2019 | Whiskey Salesman                          |            | Train Wreck      |
| 2020 | In Sympathy of a Heartbreak               |            | Train Wreck      |

### Recopilaciones
| Año  | Álbum                                | Sello                |
| ---- | ------------------------------------ | -------------------- |
| 2008 | Angels & Gamblers: Best of 1971-1979 | Raven Records        |
| 2010 | James Wesley Days Best of 99-10      | Rootsy / Train Wreck |